# 美洲大鲵
美洲大鯢是一種水生兩棲動物。分佈於美國東部，棲息于水淺、流速快及含氧量高的河流、溪流中。以魚和蝦為主食，偶爾吃腐肉。視力很差，嗅覺靈敏。人工飼養的美洲大鯢壽命在30歲左右。

## 生殖
一般產卵時期為8月，於體外受精，卵生，受精卵的孵化期約50天。

## 形狀
美洲大鯢體長32釐米；重約2公斤。身體扁平，身上佈滿粘液，擁有四肢和尾巴。